# Termas de Helena
Termas de Helena ou Termas Helenianas (em latim: Thermae Helenianae ou Thermae Helenae) eram termas da Roma Antiga construídas numa região de passagem entre o Esquilino e o Célio conhecida primeiro como Jardins das Velhas Esperanças (Horti Spei Veteris) e depois como Jardins Varianos (Horti Variani). O complexo ficava perto da Água Neroniana, no ponto na qual ela se separava da Água Cláudia, perto do Anfiteatro Castrense. Seu nome é uma referência a Helena, a mãe do imperador Constantino I, que o restaurou depois de um incêndio entre 323 e 326.

## História
As estampas em tijolos mais antigas recuperadas no local indicam uma data de construção durante o período severiano (193-235), confirmada também por uma inscrição dedicatória a Júlia Domna, esposa de Sétimo Severo, também encontrada ali.
Uma outra grande inscrição (hoje nos Museus Vaticanos) recorda a restauração por Helena depois de um incêndio. Depois do final do século XVI, os restos das termas foram demolidos por Domenico Fontana por ordem do papa Sisto V para permitir a abertura de um trecho da Via Sistina (strada Felice) na frente da basílica de Santa Croce in Gerusalemme (moderna Via di Santa Croce in Gerusalemme).

## Descrição
A planta do complexo é conhecida através dos desenhos renascentistas de Andrea Palladio e Giuliano da Sangallo, mas ainda são visíveis no cruzamento entre as modernas Via Eleniana e a Via G. Someiller os restos da cisterna que o alimentava de água, composta de doze compartimentos dispostos em duas fileiras paralelas. Durante a Idade Média, um destes compartimentos foi transformado em uma capela cristã (a documentação da época indica que seu nome era "S. Angelo"), da qual se conservavam afrescos até o século XVIII.